# Morti nel 2022/Senza giorno specificato
| Questa pagina contiene informazioni ricavate automaticamente dalle voci biografiche con l'ausilio del template Bio e di un bot. L'aggiornamento è periodico e automatico e ricostruisce completamente la pagina. Se manca una persona in questa lista, sei pregato di non aggiungerla, ma accertati piuttosto che la sua voce biografica contenga il template Bio e che i dati anagrafici siano correttamente compilati. Se il template Bio manca, inseriscilo tu stesso o, in alternativa, metti l'avviso {{tmp\|Bio}} che ne segnala la mancanza. Se i dati riportati sono sbagliati, correggi direttamente la voce biografica; le modifiche saranno visibili in questa lista entro pochi giorni. Per chiarimenti vedi il progetto biografie. La lista contiene solo le 80 persone che sono citate nell'enciclopedia e per le quali è stato implementato correttamente il template Bio. Pagina aggiornata al 1 gen 2023. |

- Vittorio Adorni, ciclista su strada, dirigente sportivo e conduttore televisivo italiano (n.1937)
- Renato Alberti, calciatore italiano (n.1936)
- Lydia Alfonsi, attrice italiana (n.1928)
- Franklin Anangonó, calciatore e allenatore di calcio ecuadoriano (n.1974)
- Omero Andreani, allenatore di calcio e calciatore italiano (n.1935)
- Pavel Antov, imprenditore e politico russo (n.1957)
- Angelo Badalamenti, compositore, pianista e arrangiatore statunitense (n.1937)
- Ubaldo Balbi, calciatore italiano (n.1938)
- Nando Barchiesi, calciatore italiano (n.1934)
- Vladimir Barkaja, calciatore sovietico (n.1937)
- Tamara Baroni, attrice e modella italiana (n.1947)
- Bernard César Augustin Barsi, arcivescovo cattolico francese (n.1942)
- Alberto Bazzarini, calciatore e allenatore di calcio italiano (n.1940)
- Mino Bellei, attore, regista e commediografo italiano (n.1936)
- Víctor Benítez, calciatore peruviano (n.1935)
- Mario Bianchi, regista italiano (n.1939)
- Robert Boggi, arbitro di calcio italiano (n.1955)
- Giuseppe Bosco, calciatore italiano (n.1932)
- Bernd Bransch, calciatore tedesco orientale (n.1944)
- Roland Buchs-Binz, ufficiale svizzero (n.1941)
- Sergio Calzavara, calciatore italiano (n.1927)
- Chrysostomos II, arcivescovo ortodosso cipriota (n.1941)
- Michele Cocchi, psicoterapeuta e scrittore italiano (n.1979)
- Nadia Corradi, politica italiana (n.1942)
- Herman Daly, economista statunitense (n.1938)
- Noël Dejonckheere, ciclista su strada, pistard e dirigente sportivo belga (n.1955)
- Leonardo Del Vecchio, imprenditore italiano (n.1935)
- Ruggero Deodato, regista, sceneggiatore e attore italiano (n.1939)
- Hans-Jürgen Dörner, calciatore e allenatore di calcio tedesco orientale (n.1951)
- Francesco Duzioni, calciatore e allenatore di calcio italiano (n.1929)
- Kenton Edelin, cestista statunitense (n.1962)
- Mirella Faggionato, cestista italiana (n.1946)
- József Fitos, calciatore e allenatore di calcio ungherese (n.1959)
- Blasco Giurato, direttore della fotografia italiano (n.1941)
- Anne Heche, attrice, regista e sceneggiatrice statunitense (n.1969)
- Howard Hesseman, attore statunitense (n.1940)
- Silvio Hénin, storico, biologo e informatico italiano (n.1945)
- Toshi Ichiyanagi, compositore e pianista giapponese (n.1933)
- Arata Isozaki, architetto giapponese (n.1931)
- Glyn Jones, calciatore inglese (n.1936)
- Margaret Keane, artista e pittrice statunitense (n.1927)
- Sally Kellerman, attrice statunitense (n.1937)
- Barbara Krafftówna, attrice polacca (n.1928)
- Adriano Leverone, ceramista e scultore italiano (n.1953)
- Mario Liberalato, calciatore italiano (n.1937)
- Ray Liotta, attore statunitense (n.1954)
- Silvio Longobucco, calciatore italiano (n.1951)
- Roberto Maroni, politico italiano (n.1955)
- Luigi Masperi, calciatore italiano (n.1930)
- Robbie Coltrane, attore e comico britannico (n.1950)
- Giovanni Mialich, calciatore e allenatore di calcio italiano (n.1934)
- Siniša Mihajlović, calciatore e allenatore di calcio serbo (n.1969)
- André Miquel, arabista, storico e traduttore francese (n.1929)
- Théodore Zué Nguéma, calciatore e allenatore di calcio gabonese (n.1973)
- Tom Parker, cantante, disc jockey e personaggio televisivo inglese (n.1988)
- Pelé, calciatore e dirigente sportivo brasiliano (n.1940)
- Giovanni Pezzoli, batterista italiano (n.1952)
- József Pálinkás, allenatore di pallacanestro ungherese (n.1951)
- Philippa Roe, politica britannica (n.1962)
- Mauro Sabbione, compositore, pianista e tastierista italiano (n.1957)
- Tim Sale, fumettista statunitense (n.1956)
- Edgar Savisaar, politico estone (n.1950)
- Sauro Scavolini, regista e sceneggiatore italiano (n.1934)
- Tunisha Sharma, attrice indiana (n.2002)
- Tito Stagno, giornalista, telecronista sportivo e conduttore televisivo italiano (n.1930)
- Tomáš Svoboda, compositore e pianista cecoslovacco (n.1939)
- Baha Taher, scrittore, traduttore e traduttore egiziano (n.1935)
- Calisto Tanzi, imprenditore, dirigente sportivo e truffatore italiano (n.1938)
- Dany Theis, calciatore lussemburghese (n.1967)
- Faustino Turra, calciatore italiano (n.1939)
- László Tóth, cestista ungherese (n.1931)
- Renzo Uzzecchini, calciatore e allenatore di calcio italiano (n.1935)
- Tony Vaccaro, fotografo statunitense (n.1922)
- Monica Vitti, attrice italiana (n.1931)
- Rostislav Václavíček, calciatore cecoslovacco (n.1946)
- Barbara Walters, giornalista, scrittrice e conduttrice televisiva statunitense (n.1929)
- Vivienne Westwood, stilista britannica (n.1941)
- Rich Yonakor, cestista statunitense (n.1958)
- Fevzi Zemzem, calciatore e allenatore di calcio turco (n.1941)
- Franco Zucca, doppiatore e attore teatrale italiano (n.1952)